# يحيى بن منصور القاضي
يحيى بن منصور بن يحيى بن عبد الملك. القاضي أبو محمد النيسابوري، الجرودي من الرواة الثقات، كان غزير الحديث. ولي القضاء بضع عشرة سنة، وكان محمودًا في القضاء، وكان محدث نيسابور في وقته، مات في سنة إحدى وخمسين وثلاثمائة.

## روايته للحديث النبوي
- حدث عن: علي بن عبد العزيز البغوي وأبي مسلم الكجي وأحمد بن سلمة ومحمد بن عمرو قشمرد وعدة.
- روى عنه: الحاكم ويحيى المزكي وأبو سعد عبد الملك بن أبي عثمان الزاهد وسبطه عنبر بن الطيب وآخرون.[2]